# Zdzisław Marchwicki (1841–1912)

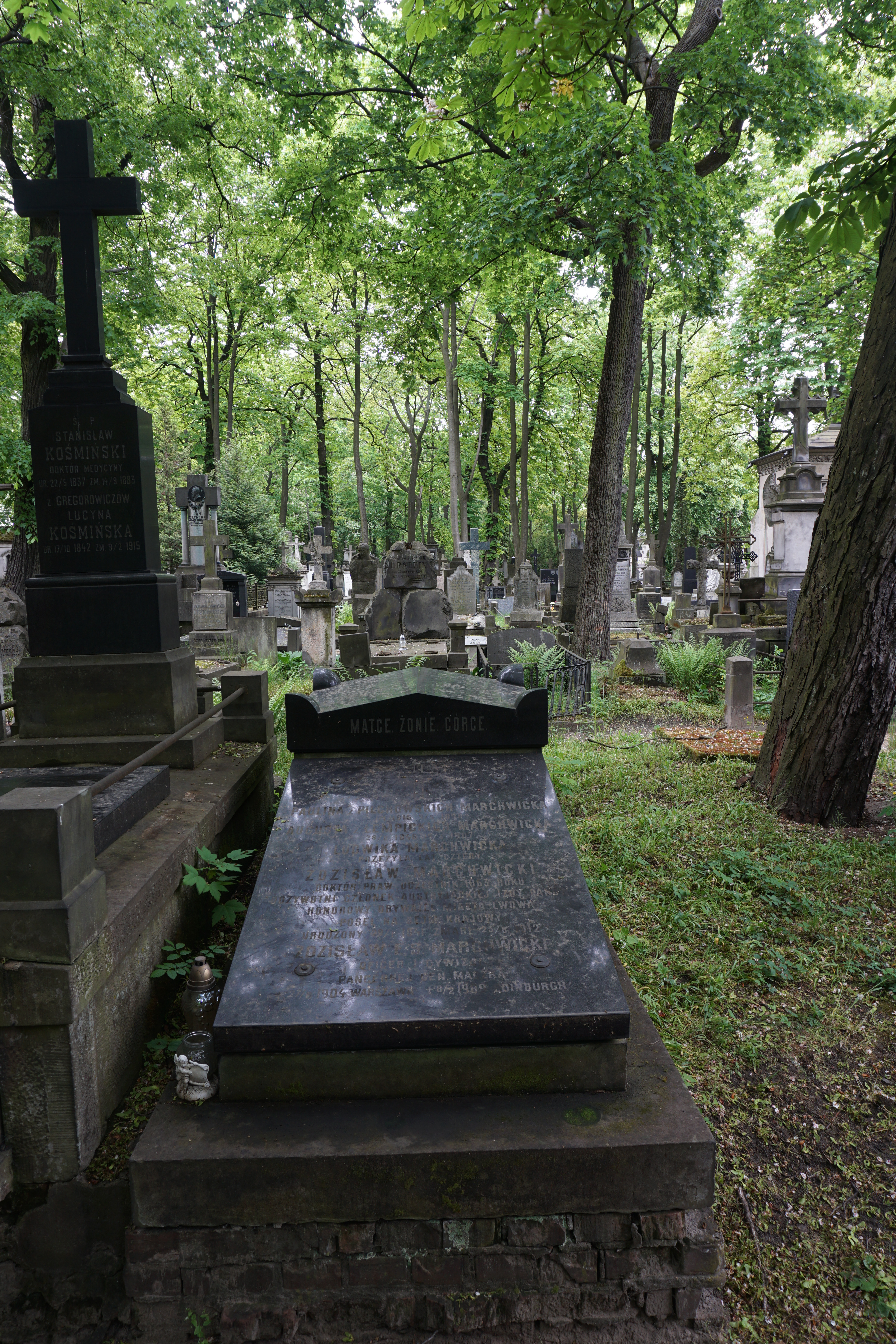
Grób Zdzisława Marchwickiego na cmentarzu Powązkowskim

Zdzisław Marchwicki herbu Ostoja (ur. 29 stycznia 1841 w Międzylesiu, zm. 24 sierpnia 1912 w Warszawie) – wiceprezydent Lwowa, poseł do Sejmu Krajowego Galicji (1889-1901), dyrektor Banku Kredytowego, komisarz rządowy województwa płockiego i naczelnik cywilny powiatu ostrołęckiego w powstaniu styczniowym, członek honorowy Towarzystwa Muzeum Narodowego Polskiego w Rapperswilu od 1895 roku.

## Życiorys
Urodził się w rodzinie ziemiańskiej w Królestwie Polskim. Kształcił się w Gimnazjum Realnym w Warszawie. Studiował prawo najpierw w Bonn, później w Heidelbergu. Brał czynny udział w powstaniu styczniowym, organizując siły zbrojne i administrację w województwie płockim. W grudniu 1863 roku uwięziony przez władze carskie, po dwóch miesiącach wypuszczony, udał się na emigrację zagranicę, gdzie studiował ekonomię.
W 1867 roku osiedlił się w Krakowie, by dwa lata później osiąść we Lwowie. Pełnił tu funkcję dyrektora Banku Krajowego, a następnie dyrektora Galicyjskiego Banku Kredytowego (od 1873 r.). W 1877 roku został członkiem Rady Nadzorczej Towarzystwa Wzajemnych Ubezpieczeń w Krakowie. W 1884 roku powołany przez sąd kuratorem Zakładu Włościańskiego, instytucji zrzeszającej 36 tysięcy rolników. Dzięki jego rozwiązaniom uratowano przed wywłaszczeniem większość członków organizacji.
W 1886 roku wszedł do Rady Miejskiej i został wiceprezydentem miasta (prezydentem został Edmund Mochnacki), pełniąc urząd przez dwie kadencje do 1894 roku. Został dyrektorem Powszechnej Wystawy Krajowej we Lwowie, za którą dostał podziękowanie od cesarza Franciszka Józefa. Rada Miejska w uznaniu jego zasług przyznała mu tytuł honorowego obywatela miasta Lwowa (1894). W latach 1889–1901 przez dwie kadencje, pełni manat poselski do Sejmu Krajowego (wybrany z II kurii, z Lwowskiej Izby Handlowo-Przemysłowej, której był prezesem od 1894 r.). W 1895 roku został członkiem Izby Panów w Wiedniu.
Po upadku Galicyjskiego Banku Kredytowego przeniósł się do Warszawy, gdzie zmarł. Jego grób znajduje się na cmentarzu Powązkowskim w Warszawie (kwatera 22-4-18).